# Liechtensteiner-Cup 1967-1968
La Liechtensteiner-Cup 1967-1968 è stata la 23ª edizione della coppa nazionale del Liechtenstein conclusa con la vittoria finale del Vaduz, al suo quattordicesimo titolo e terzo consecutivo.
Della competizione è noto solo il risultato della finale.

## Finale
| Triesen | Vaduz | 4 – 2 | FC Triesen |  |